# العلاقات الأردنية الكويتية
العلاقات الكويتية الأردنية، هي العلاقات الخارجية بين الكويت والأردن. تتمتع المملكة الأردنية الهاشمية ودولة الكويت حالياً بعلاقات أخوية وطيدة وشراكة إستراتيجية أرسى دعائمها كلا من قيادتي البلدين، وأصبحت العلاقات الأردنية الكويتية نموذجاً للعمل العربي المشترك. كانت العلاقات سابقاً ضعيفة بعد حرب الخليج، وذلك بسبب موقف الأردن مع العراق. تحولت الأمور، وكما نسي البلدان الماضي، عمل جلالة الملك عبد الله الثاني وأمير الكويت لاستعادة وتعزيز العلاقات بين البلدين. ويرتبط الجانبين باتفاقيات ثنائية تعزز مسيرة التعاون المشترك فيما بينها في شتى المجالات، السياسية، والبرلمانية، والثقافية، والاقتصادية، والتعليمية، والصحية، والإعلامية. تحتضن الكويت جالية أردنية كبيرة تقدر بأكثر من خمسون ألفاً، يعملون في شتى المجالات، كما تحتضن الهيئات التعليمية الكويتية المختلفة من مدارس ومعاهد تطبيقية أو جامعات عدداً كبيراً من الطلبة الأردنيين، كذلك تحتضن الجامعات الأردنية الحكومية والخاصة الآلاف من الطلبة الكويتيين الدارسين في المملكة.